# 宇津海仙
宇津海 仙（うつみ せん、1945年4月7日 - ）は、日本の元俳優、元歌手。本名、岡田 光弘。

## 人物
「ブーチ」の芸名で、東宝レコードから歌手デビュー。特技は、乗馬。
東映の特撮テレビ番組『忍者キャプター』（東京12チャンネル）で、土忍キャプター4・黒川団役を演じた。主演の伴大介とは仲が良く、伴と共演者の潮健志は、芸名で「ブーチ」と呼んでいた。
伴の著書によれば、渡辺プロに所属して音楽系の番組にレギュラー出演しており、その番組を伴がよく見ていたことを話すと喜んでいたという。

## 出演

### テレビドラマ
- 天下の若者（1964年、CX）
- ウルトラQ 第10話「地底超特急西へ」（1966年、TBS） - いなづま号乗員[注釈 1]
- 特別機動捜査隊 第323話「新春寿捕物控 大江戸卍絵図」（1968年、NET） - 八郎
- 柔道一直線 第20話「かんぬき相撲に勝て！」（1969年、TBS）- かんぬき太郎
- プレイガール（東京12ch）
第22話「女の戦は夜開く」（1969年）
第32話「女が悪魔に身を売るとき」（1969年）
第46話「銀嶺の対決」（1970年）
- 大河ドラマ / 風と雲と虹と（1976年、NHK） - 鯖
- 忍者キャプター（1976年 - 1977年、東京12ch） -　土忍キャプター4 / 黒川団
- 白い秘密（1976年 - 1977年、TBS）

### 映画
- 野蛮人のネクタイ（1969年、日活） - ボンゴ
- 起きて転んでまた起きて（1971年、東宝）
- 可愛い悪女 殺しの前にくちづけを（1972年、松竹） - レモン君

### 舞台
- だから青春
- 青春の歯車
- マチャアキのそんごくうの大冒険 - 猪八戒

### その他のテレビ番組
- テレビ電話リクエスト（1965年、CX）
- ちびっこNo.1（1967年、NET）

### 歌
- ランラン・カンカン恋の季節（1977年 東宝レコード 作詞：クニ河内、作曲：渡辺岳夫、編曲：小六禮次郎 ） - 上野動物園のパンダ「カンカンとランラン」に関する歌。